# Flotas de reserva de la Armada de los Estados Unidos

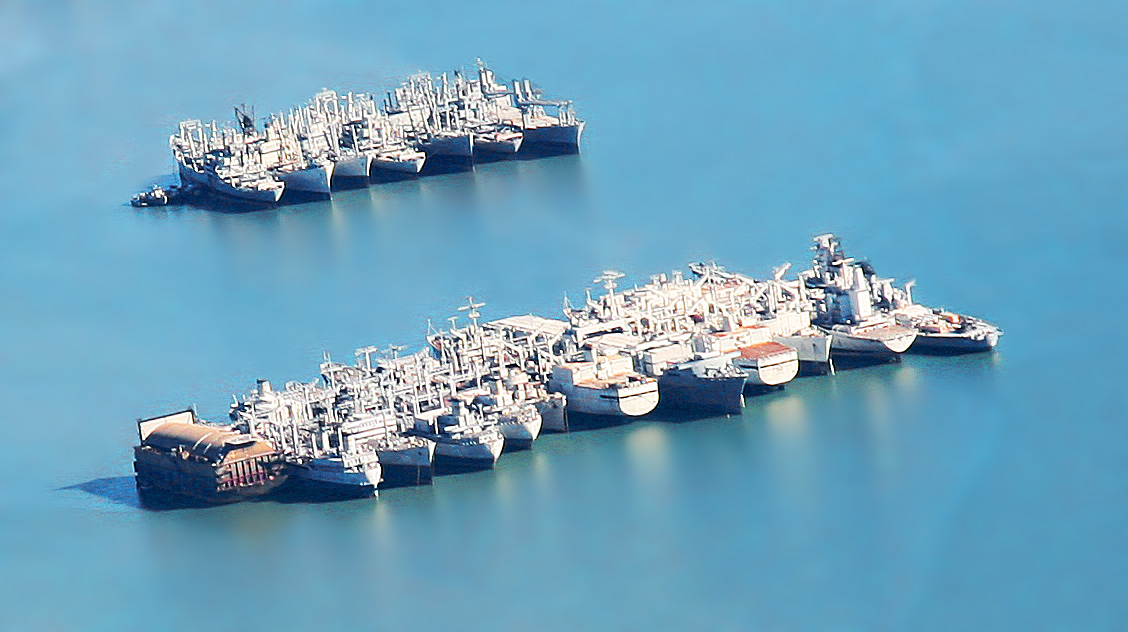
Barcos suspendidos en Suisun Bay, California (2010). El acorazado USS Iowa en el extremo derecho del grupo se ha convertido desde entonces en un barco museo restaurado en San Pedro, Los Ángeles.

Las flotas de reserva de la Armada de los Estados Unidos, también conocidas como Mothball Fleet, son todas las naves que permanecen fuera de servicio en almacenaje. Mientras los detalles de esta actividad han cambiado varias veces, lo básico es constante: Mantener los buques a flote y en condiciones que se puedan reactivar rápidamente en caso de emergencia.

## Historia

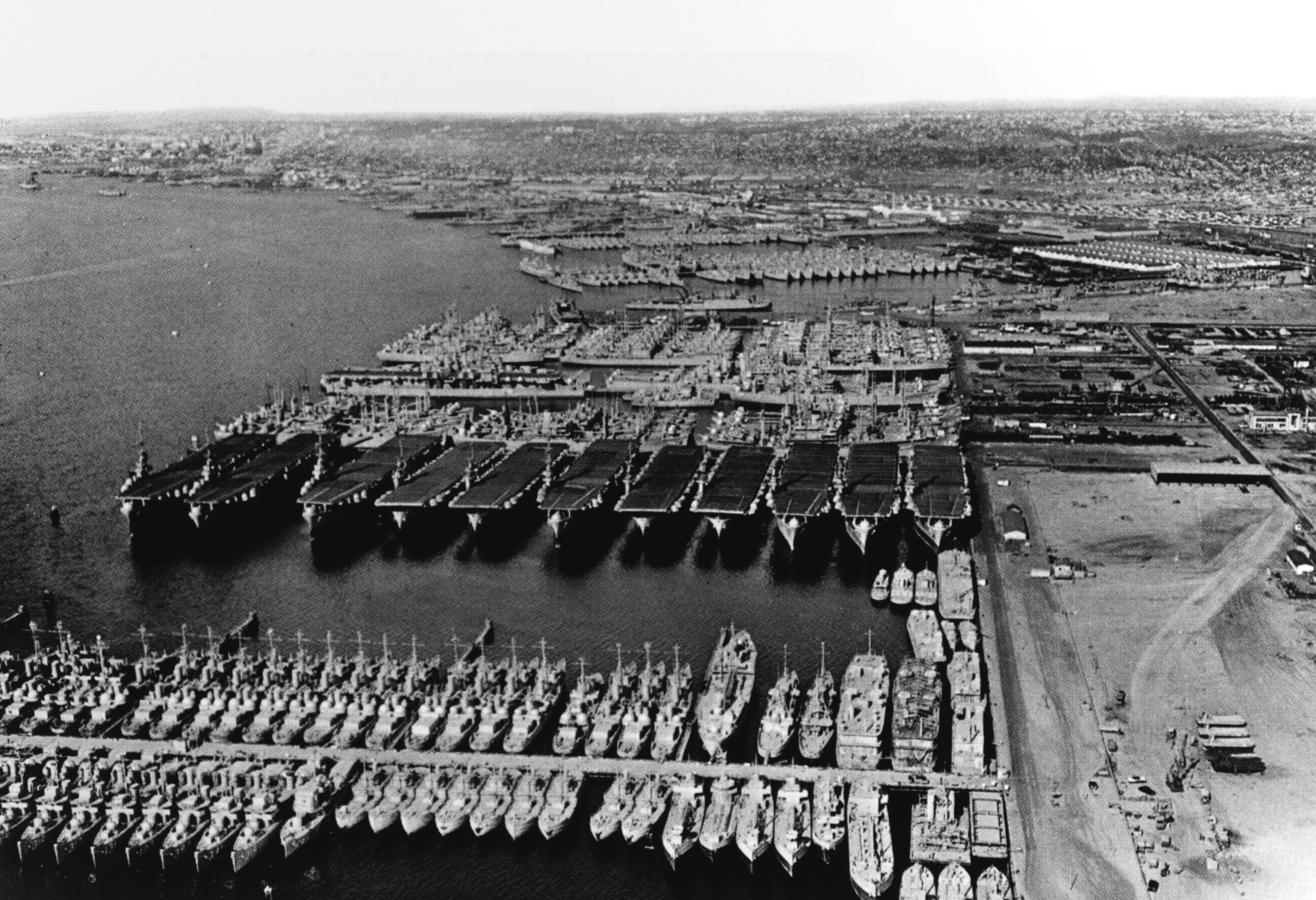
Buques en la flota de reserva de EEUU en los años 1950

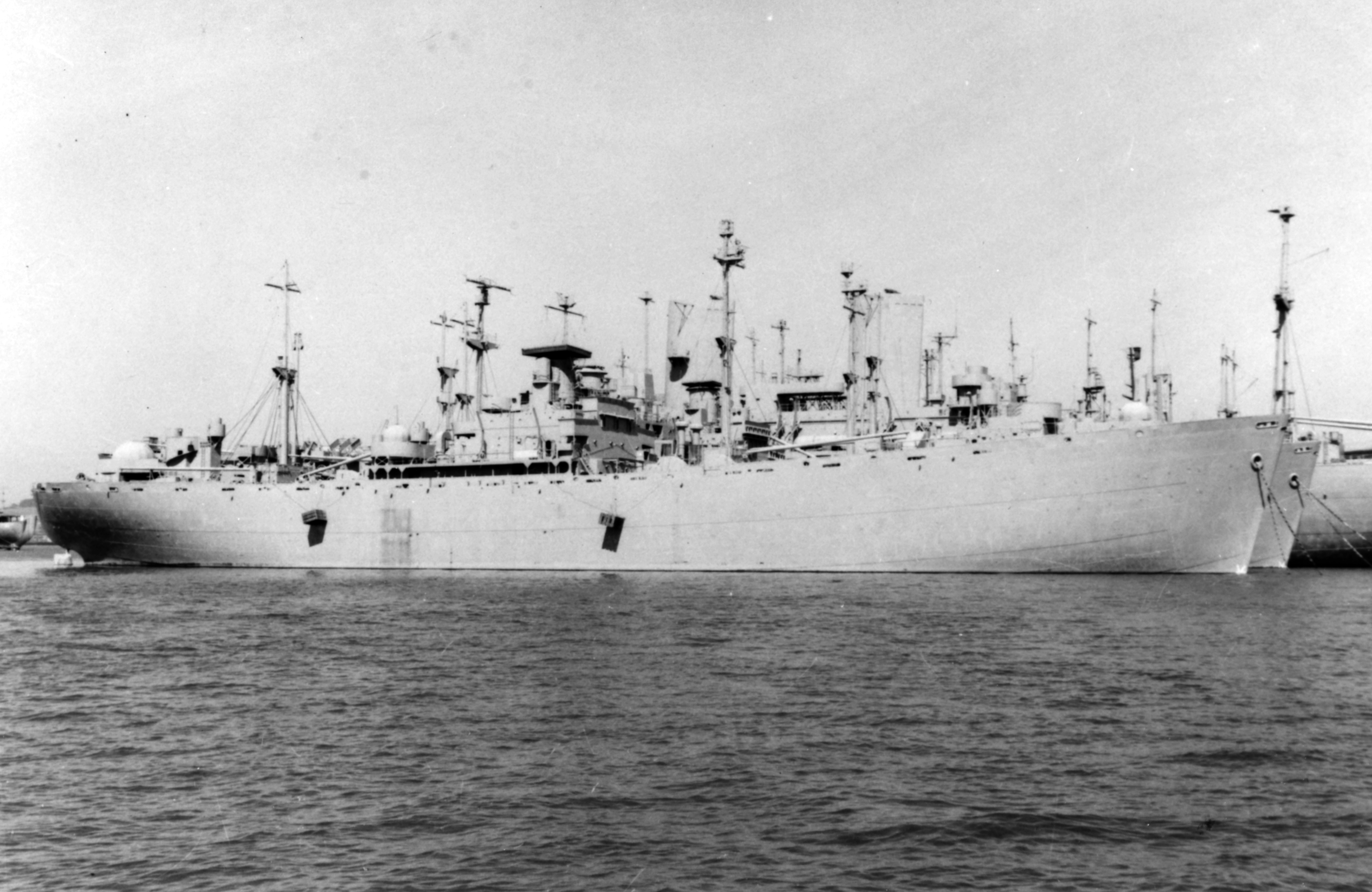
Buques en la flota de reserva de EEUU en 1972.

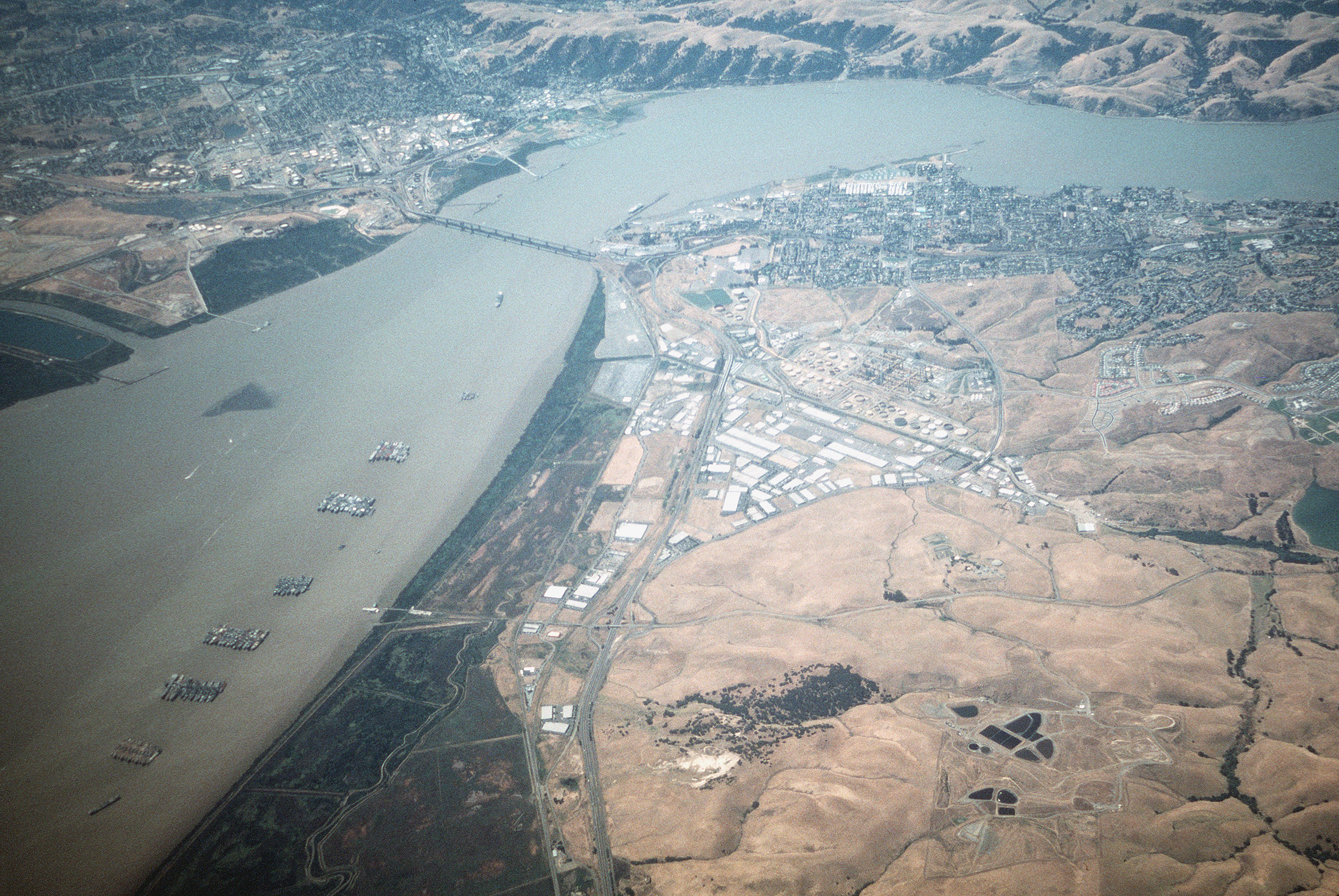
Vista aérea de la flota de reserva de EEUU en 1995

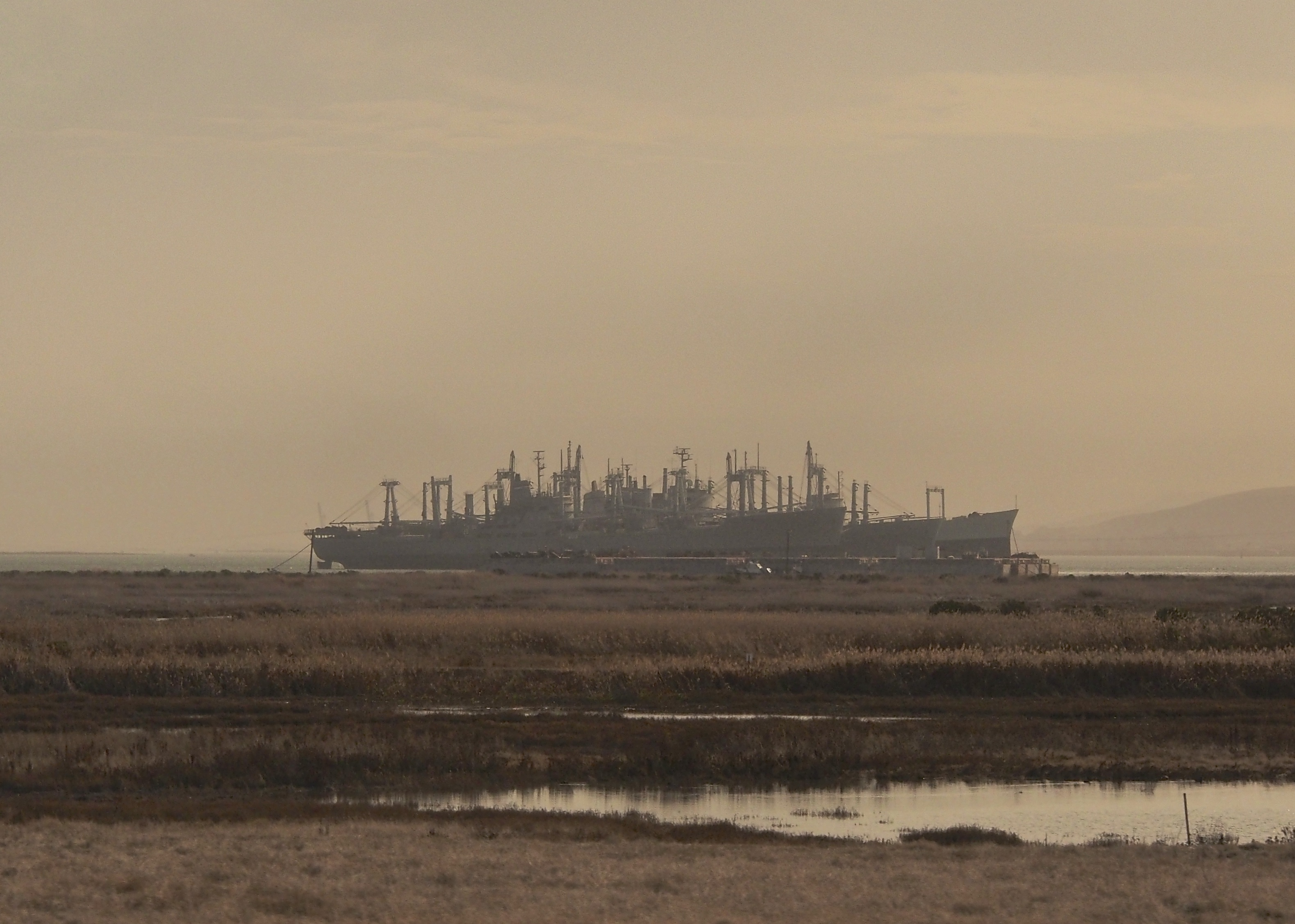
Algunos de los buques de la flota de reserva de EEUU en 2014

En algunos casos, por ejemplo, al comienzo de la guerra de Corea, muchos buques fueron reactivados con éxito, con un ahorro considerable en tiempo y dinero; pero el destino final usual de los buques en la flota de reserva es que llegan a ser demasiado viejos y obsoletos para ser útiles, al punto que son enviados para convertirse en chatarra o son hundidos en pruebas de armas. En raros casos el público en general puede interceder para obtener buques de la flota de reserva que van a ser convertidos en chatarra, usualmente pidiéndole a la marina que los donen como uso para museo o monumento.
Alrededor de 1912 la Flota de Reserva del Atlántico y la Flota de Reserva del Pacífico fueron establecidos como unidades de reserva, aún operando los buques pero con un uso muy reducido. Después de la Segunda Guerra Mundial, con cientos de buques que ya no eran necesitados por una marina en tiempos de paz, cada flota consistía en un número de grupos correspondiendo a sitios de almacenaje, cada uno adyacente a un astillero para facilitar la reactivación. Muchos de los buques mercantes de la Segunda Guerra Mundial desactivados, fueron de la clase Liberty que eran transportes de mar abierto producidos en masa que se usaron principalmente en los convoyes desde los Estados Unidos a Europa y la Unión Soviética. Estos “Liberty Ships” también fueron utilizados como buques de apoyo de la marina para su flota de buques de guerra y para transportar tropas y equipo a través del Pacífico y el Atlántico.  Era una carrera entre cuán rápido los Estados Unidos podía construir estos buques y cuán rápido los submarinos alemanes podían hundirlos, y el Liberty Ship tenía un papel significante en mantener al asediado Reino Unido.
La mayoría de estos buques Liberty cuando fueron desactivados fueron puestos en flotas de almacenaje, ubicados estratégicamente en las costas de los Estados Unidos. Empezaron a ser desactivados y convertidos en chatarra a principios de los años 70.
Los grupos de la flota de reserva del Atlántico estaban en Boston, Charleston (Carolina del Sur), Florida, New London, New York, Norfolk (Virginia), Filadelfia, y Texas. Los grupos de la flota de reserva del Pacífico estaban en  Alameda, Bremerton, Río Columbia, Long Beach (California), Mare Island, San Diego, San Francisco (California), Stockton, y Tacoma.

## Flota Inactiva de la Marina
Desde el 2004 la organización administrativa es llamada la Flota Inactiva de la Marina, con sede en Portsmouth (Virginia).
Los buques mercantes que están en reserva son administrados como parte de la separada Flota de Reserva de Defensa Nacional dentro de la Administración Marítima de los Estados Unidos. Varios de sus sitios, tal como la bahía Suisun en California, también son utilizados para almacenar buques regulares de la marina.

## Lista de las Flotas de Reserva de los Estados Unidos

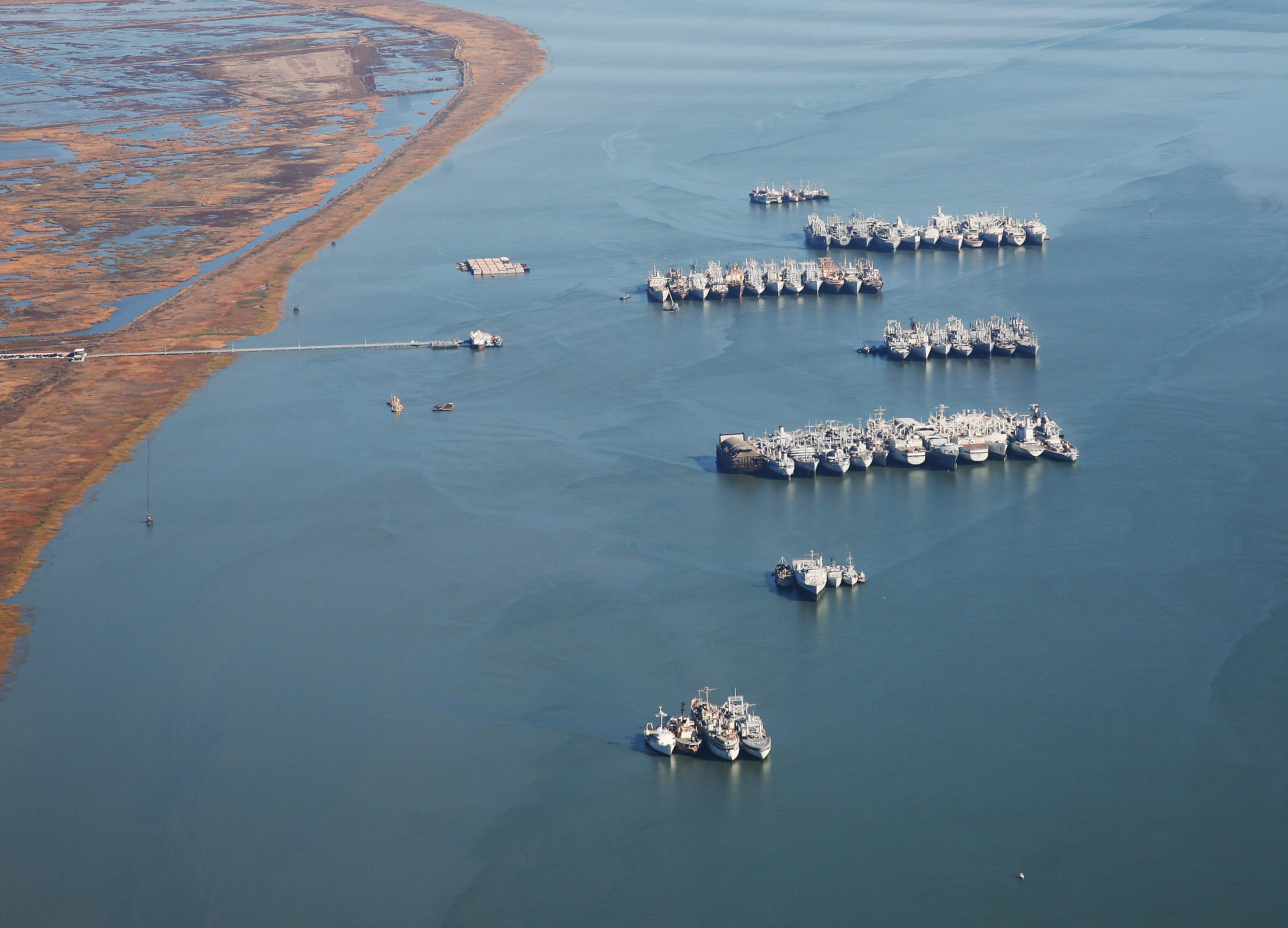
Algunos de los buques de la flota de reserva de EEUU en 2010

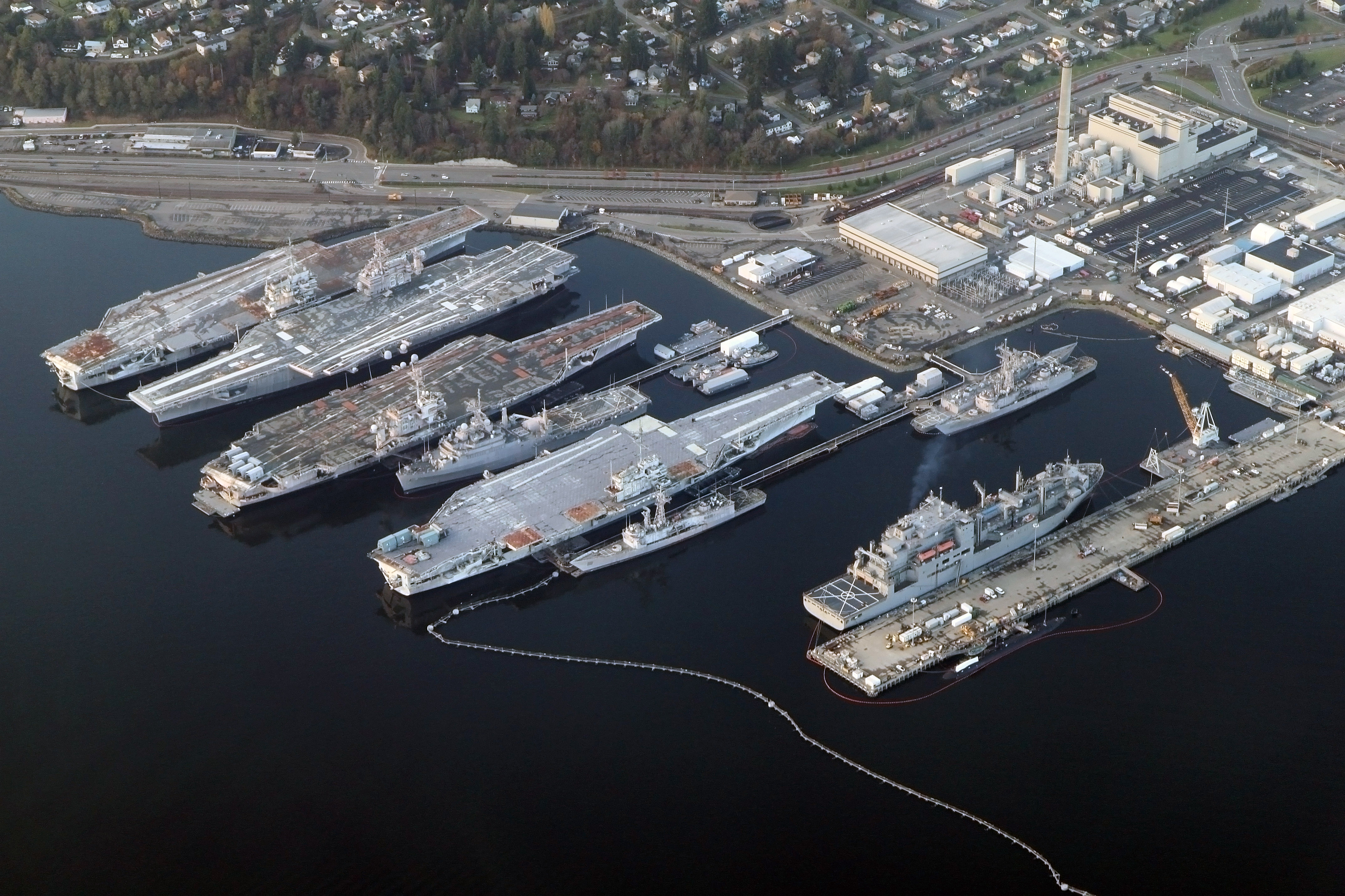
Portaaviones almacenados en la Flota de Reserva del Pacífico en Bremerton en 2012. De izquierda a derecha: ', ', ' and '.

### Río James
La Flota de Reserva del Río James consiste en más o menos 60 buques desactivados de auxiliares de la Armada de los Estados Unidos y buques de guerra anclados en el Río James (Virginia) cerca de Newport News. Los buques poco a poco son remolcados para ser convertidos en chatarra. Entre el 2001 y marzo del 2005, 31 buques fueron eliminados.

### Newport
Aunque no técnicamente una flota de reserva, los portaaviones desactivados USS Forrestal y USS Saratoga están atracados en los muelles del complejo naval de Newport. El acorazado USS Iowa también estuvo atracado aquí después de su desactivación y antes de ser reubicado bajo remolque a Bahía Suisun.

### Bahía Suisun
Una flota semejante, la Flota de Reserva de Defensa Nacional, está anclada en bahía Suison cerca de Vallejo, California, e igualmente ha sido reducida. Esta ubicación es conocida por ser anfitriona del Glomar Explorer después de haber recuperado porciones de un submarino soviético durante la Guerra Fría y antes de su subsecuente reactivación como un buque de exploración mineral. También presente está el acorazado USS Iowa (BB-61).

### Río Neches
Una tercera flota de buques de la época de la Segunda Guerra Mundial, está anclada en el Río Neches cerca de Beaumont (Texas).

### Filadelfia
La facilidad de mantenimiento de buques inactivos de la marina tiene varias docenas de buques de guerra inactivos, incluyendo el portaaviones USS John F. Kennedy (CV-67), el buque de asalto anfibio USS Saipan (LHA-2), cruceros de clase Ticonderoga, destructores de clase Spruance, y fragatas clase Oliver Hazard Perry, numerosos buques de abastecimiento y un submarino.

### Astillero Naval de Puget Sound
La Facilidad de Mantenimiento de Buques Inactivos de la Marina en el astillero naval Puget Souns, ubicado cerca de Bremerton, Washington es anfitriona entre sus otros buques, de tres portaaviones: USS Ranger, USS Independence, USS Constellation, y el crucero USS Long Beach. También es la base para casi dos docenas de submarinos y numerosos buques de abastecimiento.